# Steve Hackett

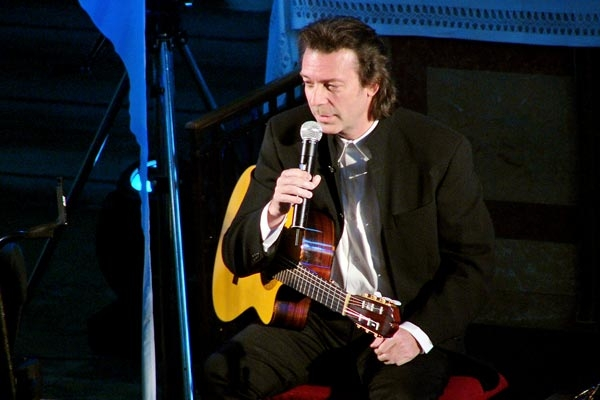
Steve Hackett bei einem Konzert in Braunschweig (2005)

Stephen Richard „Steve“ Hackett (* 12. Februar 1950 in London) ist ein britischer Komponist und Musiker.
Besondere Bekanntheit erlangte er als Gitarrist der Progressive-Rock-Gruppe Genesis, mit der er zwischen 1971 und 1977 insgesamt sechs Studioalben veröffentlichte. 1985 war er Mitbegründer der kurzlebigen Supergroup GTR. Des Weiteren hat er zahlreiche Solo-Alben aufgenommen, mit denen er regelmäßig auf Tour geht. Musikalisch bewegt er sich in einem sehr breiten Spektrum, das von Progressive Rock über Blues, Jazz bis zur klassischen Musik reicht. Seine Werke beeinflussten Gitarristen wie Alex Lifeson und Brian May.

## Leben

### Kindheit und Jugend
Hackett wuchs mit verschiedenen Musikinstrumenten wie der Blockflöte und der Mundharmonika auf (letztere bringt er heute noch gelegentlich zum Einsatz). Mit zwölf Jahren entwickelte er ein Interesse an der Gitarre. Zu Hacketts musikalischen Einflüssen gehörten Klassische Musik (Johann Sebastian Bach) und die Oper (Mario Lanza), die nach eigenen Angaben auch heute noch seine Kompositionen beeinflussen. Als weitere für seine musikalische Entwicklung und seinen persönlichen Stil einflussreiche Musiker nannte er Eric Clapton, Jeff Beck, George Harrison, Danny Kirwan, Peter Green und verschiedene Gitarristen der Bluesbreakers.
Erste Erfahrungen als Berufsmusiker sammelte Hackett bei den Bands Canterbury Glass, Heel Pier und Sarabande. 1970 wirkte er als Studiomusiker am Album The Road der Band Quiet World mit. Bei diesem Projekt spielte auch sein jüngerer Bruder John Hackett Rhythmusgitarre.

### Karriere bei Genesis
Auf der Suche nach einer „richtigen“ Band veröffentlichte Steve Hackett im Dezember 1970 eine Annonce im Melody Maker: Guitarist/Writer seeks receptive musicians, determined to strive beyond existing stagnant music forms (Gitarrist/Songschreiber sucht aufgeschlossene Musiker, die gewillt sind, sich über existierende, stagnierende Musikformen hinwegzusetzen). Die eigenwillige Formulierung erregte die Aufmerksamkeit von Peter Gabriel, dessen Band Genesis einen Ersatz für ihr Gründungsmitglied Anthony Phillips benötigte. Nachdem man sich von den gegenseitigen musikalischen Qualitäten überzeugt hatte, wurde Hackett Ende 1970 Mitglied von Genesis.

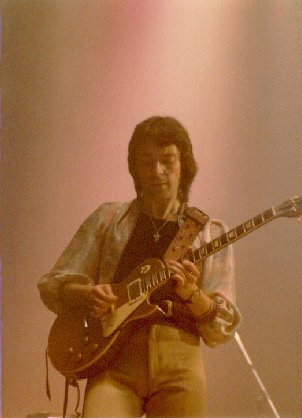
Steve Hackett bei einem Genesis-Konzert (1977)

Hackett, der wenig Live-Erfahrung hatte, bildete mit seinem introvertierten Auftreten (mit Hornbrille in gebückter Haltung über seiner Gitarre sitzend) einen Kontrast zum Frontmann Gabriel.
Hacketts erstes Album mit Genesis war das im November 1971 veröffentlichte Nursery Cryme. Die Beiträge des Gitarristen bereicherten den Gesamtsound der Band, zum Beispiel bei den Stücken The Musical Box und The Return of the Giant Hogweed, bei denen er sich als Pionier der Tapping-Technik erwies. Sein erster Beitrag als Songschreiber war das in Zusammenarbeit mit Phil Collins entstandene kurze Akustik-Stück For Absent Friends. Das spontan entstandene Schluss-Solo von The Fountain of Salmacis wertete Hackett später als seinen künstlerischen Durchbruch in der Band.
Mit dem Folge-Album Foxtrot gelang Genesis 1972 der erste größere kommerzielle Erfolg. Bei dem deutlich Keyboard-lastigeren Werk war Hackett in erster Linie für diverse atmosphärische Ausschmückungen verantwortlich. Besonders effektiv waren seine schwelgerischen Klänge am Ende der Suite Supper's Ready, in deren Mittelteil er zudem mit einem rasanten Solo auffiel. Horizons ist das erste und bis heute bekannteste seiner Akustik-Instrumentals. Ferner steuerte er den Text zu Can-Utility and the Coastliners bei.
Beim 1973er Album Selling England by the Pound, das von Hackett später als sein Lieblingsalbum mit der Band bezeichnet wurde, rückte die elektrische Gitarre wieder stärker in den Mittelpunkt. Das Instrumentalstück After the Ordeal war zum Großteil eine Komposition Hacketts. Der kleinere Hit I Know What I Like basierte auf einem Hackett-Riff, während das Stück Firth of Fifth dem Gitarristen ein Vorzeige-Solo bot. Er gehörte damals zu den ersten, die die Spieltechniken des Tapping und des Sweep Picking benutzten, deren Einführung oft fälschlicherweise Eddie Van Halen respektive Yngwie Malmsteen zugeschrieben wird. Beide Techniken sind im Song Dancing with the Moonlit Knight zu hören.
Beim nachfolgenden Doppelalbum The Lamb Lies Down on Broadway ging Hackett 1974 eher unter, so dass ihm auch in späteren Jahren immer eine gewisse Distanz zu dem Konzeptwerk anzumerken war. Nur wenige Stücke wie Fly on a Windshield, Hairless Heart, The Chamber of 32 Doors, Here Comes the Supernatural Anaesthetist und das Schlusssolo von The Lamia gaben ihm wirklich Gelegenheit, sich einzubringen.
Wohl nicht zuletzt aufgrund dieser geringen Auslastung war Hackett 1975 das erste Genesis-Bandmitglied, das mit Voyage of the Acolyte ein Solo-Album veröffentlichte (UK-Charts: Platz 26). Neben seinen Bandkollegen Phil Collins und Mike Rutherford beteiligten sich auch sein Bruder John (* 1955) und als Gastsängerin Sally Oldfield an den Studioaufnahmen. Die ungewohnten künstlerischen Freiheiten bei den Sessions waren für Hackett eine positive Erfahrung, während er den Bandalltag bei Genesis zunehmend als einschränkend empfand.
Bei A Trick of the Tail (1976) übte sich Hackett aufgrund seines gerade erschienenen Albums noch in Zurückhaltung und steuerte als Hauptbeiträge den Text und die Hälfte der Musik von Entangled sowie Teile von Los Endos und Dance on a Volcano (Instrumentalteil) bei. Bei den Aufnahmen zu Wind & Wuthering (1977) vergrößerte sich seine Frustration. Um sein Songmaterial unterbringen zu können, wollte Hackett ein Viertel des Albums zugestanden haben, was von Collins, Rutherford und Tony Banks abgelehnt wurde. Vor allem zwischen ihm und Banks wuchsen seit Gabriels Ausscheiden die Spannungen. Hacketts Komposition Please Don't Touch fand ebenfalls keinen Anklang bei den restlichen Bandmitgliedern; das von ihm mitgeschriebene Inside and Out wurde auf die EP Spot the Pigeon verbannt und Blood on the Rooftops, das Hackett getextet und zusammen mit Collins komponiert hatte, fand bei Live-Auftritten nie Eingang in die Setlist der Band. Nach Beendigung der Wind-&-Wuthering-Tour verkündete Hackett schließlich am 8. Oktober 1977 seinen Abschied von Genesis, eine Woche vor der Veröffentlichung des zweiten Live-Albums der Band, Seconds Out.

### Solokarriere

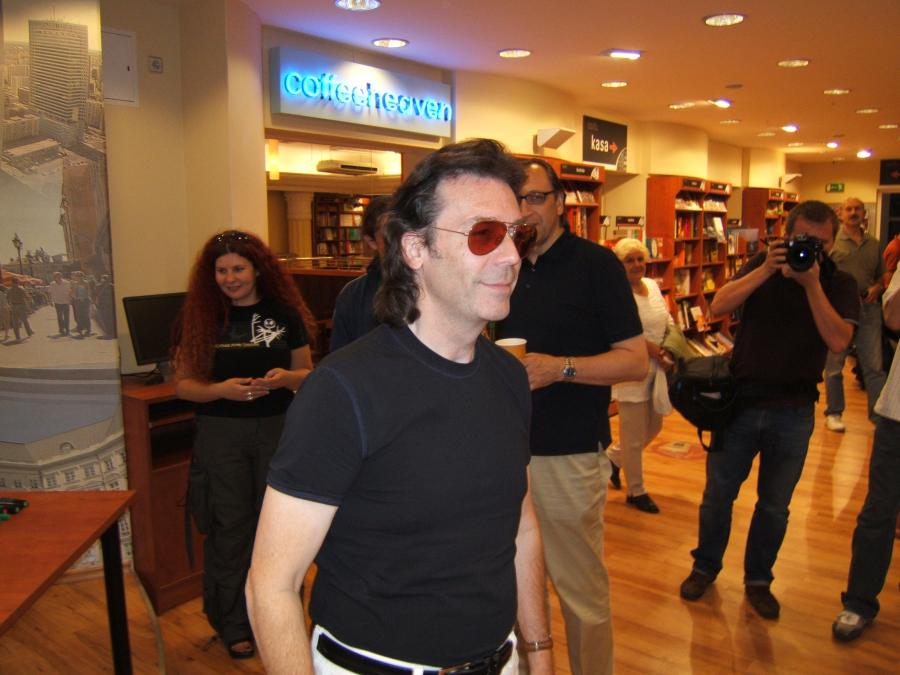
Steve Hackett (2006)

1978 erschien Hacketts erstes Album der Nach-Genesis-Zeit, Please Don't Touch. Das Album ist wie auch Voyage of the Acolyte dem Progressive Rock zuzuordnen und wurde wiederum mit diversen Session-Musikern eingespielt. Für den Gesang hatte er diesmal eine Reihe prominenter Musiker wie Richie Havens, Randy Crawford und Steve Walsh eingeladen. Er sang den Song Carry On up the Vicarage, nutzte dabei allerdings einen verfremdenden Laughing-Gnome-Effekt. Das Album erreichte in den Albumcharts Platz 38 in Großbritannien und Platz 103 in den USA.
Mit Spectral Mornings (1979) und Defector (1980) folgten weitere Progrock-Alben, die in den UK-Charts bis auf Platz 22 bzw. 9 vorstoßen konnten (US-Charts: Platz 138 bzw. 144). 1979 ging Hackett zum ersten Mal als Solokünstler auf Tournee und trat im August auf dem bekannten Reading Festival auf. Bei der Defector-Tour spielte er erstmals seit seinem Genesis-Ausstieg wieder in den USA. Für die beiden Alben und die dazugehörigen Konzerte leistete sich Hackett erstmals eine eigene feste Band, bestehend aus Nick Magnus (Keyboards), Dik Cadbury (Bass), John Shearer (Schlagzeug), Pete Hicks (Leadgesang) und John Hackett (Flöte), die er im Anschluss aus finanziellen Gründen aber wieder auflösen musste.
Die erste große Veränderung seines Musikstils erfolgte 1981 mit dem Album Cured. Obwohl das Album einige der Hackett-typischen progressiven und klassischen Stücke enthielt, zeigte es eine wesentliche Annäherung an die kommerzielle Popmusik. Hackett nahm das Album mit seinem Keyboarder Nick Magnus zusammen auf und spielte Gitarre und Bass, während der Schlagzeugsound vom Drumcomputer kam. Als weiteres Novum übernahm der Gitarrist erstmals für sämtliche Stücke den Leadgesang. Während Cured in den USA keine besonderen Charterfolge vorwies, kam es in Großbritannien bis auf Platz 15. Highly Strung (1982) und Till We Have Faces (1984) waren wieder rockiger orientiert. Auf Highly Strung (UK-Charts: Platz 16) waren erstmals elektronische Soundexperimente bei Hackett zu hören, während sich auf Till We Have Faces der typische Hackett-Sound mit brasilianischen Percussion-Elementen vermischte.
Mit der Absicht progressive, gitarrenbetonte Rockmusik zu machen, gründete der Musiker 1985 zusammen mit dem Ex-Yes- und Asia-Gitarristen Steve Howe die Supergroup GTR. Im darauffolgenden Jahr erschien das gleichnamige Debüt-Album der Band mit modernem Gitarrenrock, das in den US-Album-Charts auf Platz 11 (UK: Platz 41) kam. Die Singleauskopplung When the Heart Rules the Mind erreichte die Top 20. Als Hackett sich Ende 1986 nach Unstimmigkeiten hinsichtlich Finanzen und Management und kreativen Differenzen mit Steve Howe von GTR verabschiedete, löste sich die Band bald darauf auf.
In den 1980er Jahren veröffentlichte Hackett auch seine ersten Alben mit klassischer Gitarrenmusik: Bay of Kings (1983) und Momentum (1988) erhielten sehr positive Kritiken, und die Tournee für Momentum fand in Europa massenhaften Zulauf, was für klassische Gitarrenkonzerte eher ungewöhnlich ist. Zu seinen herausragenden Alben zählen zudem die neoklassizistisch inspirierten A Midsummer Night's Dream (1997) und Metamorpheus (2005). Ersteres war eine Umsetzung von Shakespeares Sommernachtstraum, die er gemeinsam mit dem Royal Philharmonic Orchestra einspielte, zweiteres drehte sich um den Mythos von Orpheus und Eurydike und entstand in Zusammenarbeit mit dem Underworld Orchestra.
1992 nahm er mit dem österreichischen Musiker Gandalf ein Prog/Rock Album mit dem Namen "Gallery Of Dreams" auf.
Mit seinen späteren Rock-Alben Guitar Noir (1993), Darktown (1999) und To Watch the Storms (2003) konnte Hackett wieder an die Qualitäten seiner von den Fans besonders geschätzten ersten vier Solo-Veröffentlichungen anknüpfen. Sein Stück „Timeless“ von 1994 (basierend auf einem Melodiefragment aus There Are Many Sides to the Night von Guitar Noir) wurde vom Reiseunternehmen TUI als Werbejingle verwendet („Ich will Kühe!“). Auf To Watch the Storms (2003) waren erstmals die Musiker präsent, die den Gitarristen bis heute live und im Studio begleiten: Roger King (Keyboards), Rob Townsend (Flöte, Saxofon) und Gary O’Toole (Schlagzeug). Seit diesem Album sind Hacketts Werke eklektizistische Wundertüten, die das ganze Spektrum seiner breitgefächerten Musikinteressen abdecken. Die Folgewerke konnten das erreichte Niveau halten, ließen aber nur wenig Weiterentwicklung erkennen. Auf dem Album Out of the Tunnel’s Mouth gastierte 2009 bei einem Stück Anthony Phillips, Hacketts Vorgänger bei Genesis, an der 12-saitigen Gitarre. 2012 arbeitete Hackett für das unter dem Projektnamen Squackett veröffentlichte Album A Life Within a Day abermals mit einem Musiker von Yes zusammen, diesmal mit Chris Squire.
Steve Hackett hat aus einer ersten kurzen Ehe mit einer Deutschen einen Sohn, Oliver. Von 1981 bis 2008 war er in zweiter Ehe mit der brasilianischen Künstlerin Kim Poor verheiratet, die die meisten seiner Albencover gestaltete. Hacketts aktuelle Lebensgefährtin ist Joanna „Jo“ Lehmann, seit Juni 2011 seine dritte Ehefrau. Sein jüngerer Bruder John ist häufig als Flötist und zweiter Gitarrist an den Studioalben beteiligt, beispielhaft dafür steht das für Gitarre und Flöte arrangierte Sketches of Satie (2000). John Hackett veröffentlichte auch eigene Alben.
2008 brachte einen radikalen Bruch in Hacketts Leben: Seine Scheidung ging einher mit der Trennung von seinem vormaligen Label Camino Records. 2009 startete er mit dem vielsagend betitelten Album Out of the Tunnel's Mouth sein Label Wolfwork Records. Außerdem kooperiert er mit dem ungarischen Label Gramy Records und der Gruppe Djabe.

### Späterer Genesis-Bezug und Reunions
Seit Hacketts Ausstieg bei Genesis gab es nur einige wenige Quasi-Wiedervereinigungen der Fünfer-Besetzung. Im Jahre 1982 fand in Milton Keynes unter dem Namen Six of the Best ein einmaliges Reunion-Konzert statt, an dem sowohl Peter Gabriel als auch – bei den Zugaben I Know What I Like und The Knife – Steve Hackett teilnahmen. Die Organisation fand unter großem Zeitdruck statt; die Konzerteinnahmen sollten dem finanziell angeschlagenen WOMAD-Projekt Gabriels zugutekommen. Wenig später, Anfang 1983, tauchten dann auch bei einem Hackett-Konzert in Guildford die Überraschungsgäste Peter Gabriel und Mike Rutherford auf.
1998 traf sich die Gruppe für ein Foto-Shooting mit anschließendem gemeinsamen Abendessen anlässlich der Veröffentlichung des Boxsets Archive I – 1967–1975, für das Hackett einige Teile (zum Beispiel bei Firth of Fifth und The Lamia) neu aufgenommen hatte. Hackett nahm auch an der (getrennt eingespielten) Neuauflage des Klassikers Carpet Crawlers für die Kompilation Turn It On Again – The Hits teil. Im November 2005 wurde bei einem Band-Meeting eine Fünf-Mann-Reunion für die Dauer einer Tournee erörtert, um das Konzeptalbum The Lamb Lies Down on Broadway in seiner ganzen Länge neu aufzuführen. Aufgrund anderweitiger Projekte Gabriels wurde daraus jedoch 2007 eine Reunion von Collins, Banks und Rutherford ohne Gabriel und Hackett. Im März 2010, anlässlich der Einführung von Genesis in die Rock and Roll Hall of Fame, kam die Band bis auf den abermals anderweitig verpflichteten Gabriel einmal mehr zusammen, woraus sich wiederum keine gemeinsamen Projekte ergaben.
Hackett, der in Interviews stets betont, dass eine Genesis-Reunion am allerwenigsten an ihm selbst scheitern würde, hat seit den 90er Jahren bei seinen eigenen Konzerten in zunehmendem Maße 70er-Jahre-Klassiker der Band live dargeboten und 1997 bzw. 2012 auch eigene Studio-Neuaufnahmen diverser Genesis-Stücke veröffentlicht (Genesis Revisited, Vol. 1 und 2). Nicht mehr an eine Reunion glaubend, brachte er diese Stücke auf seiner erfolgreichen 2013er Genesis Revisited Tour schließlich selbst auf die Bühne. Dabei kam es zu einigen Gastauftritten des letzten Genesis-Sängers Ray Wilson, mit dem er auch eine neue Studio-Version von Carpet Crawlers eingespielt hat. Das im Oktober 2013 erschienene zugehörige Box-Set Genesis Revisited: Live At Hammersmith erreichte kurz nach Erscheinen Platz 17 der deutschen Albumcharts.

## Diskografie
Studioalben

| Jahr | Titel                         | Höchstplatzierung, Gesamtwochen, AuszeichnungChartplatzierungen (Jahr, Titel, Platzierungen, Wochen, Auszeichnungen, Anmerkungen) | Höchstplatzierung, Gesamtwochen, AuszeichnungChartplatzierungen (Jahr, Titel, Platzierungen, Wochen, Auszeichnungen, Anmerkungen) | Höchstplatzierung, Gesamtwochen, AuszeichnungChartplatzierungen (Jahr, Titel, Platzierungen, Wochen, Auszeichnungen, Anmerkungen) | Höchstplatzierung, Gesamtwochen, AuszeichnungChartplatzierungen (Jahr, Titel, Platzierungen, Wochen, Auszeichnungen, Anmerkungen) | Höchstplatzierung, Gesamtwochen, AuszeichnungChartplatzierungen (Jahr, Titel, Platzierungen, Wochen, Auszeichnungen, Anmerkungen) | Anmerkungen                              |
| Jahr | Titel                         | DE | AT | CH | UK | US | Anmerkungen                              |
| ---- | ----------------------------- | --- | --- | --- | --- | --- | ---------------------------------------- |
| 1975 | Voyage of the Acolyte         | — | — | — | UK26 (4 Wo.)UK | US191 (4 Wo.)US | Erstveröffentlichung: Oktober 1975       |
| 1978 | Please Don’t Touch!           | DE49 (2 Wo.)DE | — | — | UK38 (5 Wo.)UK | US103 (14 Wo.)US | Erstveröffentlichung: Mai 1978           |
| 1979 | Spectral Mornings             | — | — | — | UK22 (11 Wo.)UK | US138 (4 Wo.)US | Erstveröffentlichung: Mai 1979           |
| 1980 | Defector                      | — | — | — | UK9 (7 Wo.)UK | US144 (6 Wo.)US | Erstveröffentlichung: Juni 1980          |
| 1981 | Cured                         | — | — | — | UK15 (5 Wo.)UK | US169 (3 Wo.)US | Erstveröffentlichung: August 1981        |
| 1982 | Highly Strung                 | — | — | — | UK16 (3 Wo.)UK | — | Erstveröffentlichung: April 1982         |
| 1983 | Bay of Kings                  | — | — | — | UK70 (1 Wo.)UK | — | Erstveröffentlichung: November 1983      |
| 1984 | Till We Have Faces            | — | — | — | UK54 (2 Wo.)UK | — | Erstveröffentlichung: September 1984     |
| 1988 | Momentum                      | — | — | — | — | — | Erstveröffentlichung: 1988               |
| 1993 | Guitar Noir                   | — | — | — | — | — | Erstveröffentlichung: 1993               |
| 1994 | Blues with a Feeling          | — | — | — | — | — | Erstveröffentlichung: 1994               |
| 1996 | Genesis Revisited             | — | — | — | UK95 (1 Wo.)UK | — | Erstveröffentlichung: 25. August 1996    |
| 1997 | A Midsummer Night's Dream     | — | — | — | — | — | Erstveröffentlichung: 1997               |
| 1999 | Darktown                      | — | — | — | — | — | Erstveröffentlichung: 23. Juni 1999      |
| 2000 | Feedback ’86                  | — | — | — | — | — | Erstveröffentlichung: 2000               |
| 2003 | To Watch the Storms           | — | — | — | — | — | Erstveröffentlichung: 26. Mai 2003       |
| 2005 | Metamorpheus                  | — | — | — | — | — | Erstveröffentlichung: 29. März 2005      |
| 2006 | Wild Orchids                  | — | — | — | — | — | Erstveröffentlichung: 11. September 2006 |
| 2008 | Tribute                       | — | — | — | — | — | Erstveröffentlichung: 11. Februar 2008   |
| 2009 | Out of the Tunnel’s Mouth     | — | — | — | — | — | Erstveröffentlichung: 1. November 2009   |
| 2011 | Beyond the Shrouded Horizon   | DE63 (1 Wo.)DE | — | — | — | — | Erstveröffentlichung: 23. September 2011 |
| 2012 | Genesis Revisited II          | DE32 (2 Wo.)DE | — | CH80 (1 Wo.)CH | UK24 (1 Wo.)UK | — | Erstveröffentlichung: 19. Oktober 2012   |
| 2015 | Wolflight                     | DE49 (1 Wo.)DE | — | CH58 (1 Wo.)CH | UK31 (1 Wo.)UK | — | Erstveröffentlichung: 27. März 2015      |
| 2017 | The Night Siren               | DE22 (2 Wo.)DE | AT62 (1 Wo.)AT | CH39 (1 Wo.)CH | UK28 (1 Wo.)UK | — | Erstveröffentlichung: 24. März 2017      |
| 2019 | At the Edge of Light          | DE13 (2 Wo.)DE | — | CH21 (1 Wo.)CH | UK28 (1 Wo.)UK | — | Erstveröffentlichung: 25. Januar 2019    |
| 2021 | Under a Mediterranean Sky     | DE14 (1 Wo.)DE | — | CH20 (1 Wo.)CH | UK52 (1 Wo.)UK | — | Erstveröffentlichung: 22. Januar 2021    |
| 2021 | Surrender of Silence          | DE10 (2 Wo.)DE | — | CH25 (1 Wo.)CH | UK31 (1 Wo.)UK | — | Erstveröffentlichung: 10. September 2021 |
| 2024 | The Circus and the Nightwhale | DE11 (1 Wo.)DE | AT32 (1 Wo.)AT | CH15 (1 Wo.)CH | UK30 (1 Wo.)UK | — | Erstveröffentlichung: 16. Februar 2024   |

grau schraffiert: keine Chartdaten aus diesem Jahr verfügbar